# Hoyo de Monterrey
 (novembre 2024).
Si vous disposez d'ouvrages ou d'articles de référence ou si vous connaissez des sites web de qualité traitant du thème abordé ici, merci de compléter l'article en donnant les références utiles à sa vérifiabilité et en les liant à la section « Notes et références ».
Hoyo de Monterrey est une marque de cigares cubains classée dans le milieu supérieur (medio alto) de la pyramide des marques selon la société Habanos S.A. qui la commercialise.

## Histoire de la marque
La marque Hoyo de Monterrey est fondée en 1865 par José Gener, un espagnol né en 1818 et immigré en 1831 à Cuba. Après avoir travaillé dans une plantation de tabac, il avait fondé en 1850 sa propre fabrique sous la marque La Escepción. 
C'est après avoir acquis sa propre plantation, nommée Hoyo de Monterrey, dans la Vuelta Abajo, qu'il crée cette nouvelle marque, dont la manufacture s'installe rue Alfonso à La Havane. La marque eut rapidement un grand succès, et la manufacture était à la fin du XIXe siècle, lorsque la fille de José, Lutgarna Gener, prit le relais, celle qui employait le plus de torcedores.
Progressivement, cependant, les affaires marchèrent moins bien, et, au début des années 1930, la marque fut cédée aux associés Fernandez et Palacio, qui, avec deux autres marques, Belinda et Punch, constituèrent une importante société de production de cigares, qui assurait 13 % des exportations de cigares cubains à la veille de la révolution.
C'est au sein de leur fabrique que Zino Davidoff faisait rouler, dans les années 1940, ses célèbres modules dénommés « Châteaux ».